# 62. Berlini Nemzetközi Filmfesztivál
Az 62. Berlini Nemzetközi Filmfesztivál 2012. február 9. és 19. között került megrendezésre, a nyitófilm Benoît Jacquottól Búcsú a királynémtól, míg a zárófilm Paolo és Vittorio Tavianitól a Cézárnak meg kell hallnia volt. Utóbbi film nyerte az Arany Medve díjat is. A fesztivál zsűrielnöke Mike Leigh brit filmkészítő volt.

## Zsűri
Az alábbi emberek voltak a fesztivál zsűrijének tagjai:

### Filmek
- Mike Leigh, brit filmkészítő – Zsűrielnök
- Anton Corbijn, holland fotós és rendező
- Aszhar Farhadi, iráni filmkészítő és producer
- Charlotte Gainsbourg, francia színésznő
- Jake Gyllenhaal, amerikai színész
- François Ozon, francia filmkészítő
- Boualem Sansal, algériai író
- Barbara Sukowa, német színésznő

### Elsőfilmes produkciók
- Matthew Modine, amerikai színész
- Hania Mroué, libanoni producer és forgalmazó
- Moritz Rinke, német újságíró és író

### Rövidfilmek
- Sandra Hüller, Német színésznő
- Emily Jacir, palesztin művész és producer
- David O'Reilly, ír rendező, forgatókönyvíró és producer

## Versenyben lévő filmek
Az alábbi filmek voltak versenyben az Arany Medve- és az Ezüst Medve-díjakért:
| Magyar cím                                    | Eredeti cím           | Rendező                         | Ország                                                         |
| --------------------------------------------- | --------------------- | ------------------------------- | -------------------------------------------------------------- |
| Aujourd'hui                                   | Aujourd'hui           | Alain Gomis                     | Franciaország, Szenegál                                        |
| Barbara                                       | Barbara               | Christian Petzold               | Németország                                                    |
| Cézárnak meg kell hallnia                     | Cesare deve morire    | Paolo Taviani, Vittorio Taviani | Olaszország                                                    |
| Captive                                       | Captive               | Brillante Mendoza               | Fülöp-szigetek, Franciaország, Németország, Egyesült Királyság |
| Dictado                                       | Dictado               | Antonio Chavarrías              | Spain                                                          |
| À moi seule                                   | À moi seule           | Frédéric Videau                 | Franciaország                                                  |
| Búcsú a királynémtól                          | Les adieux à la reine | Benoît Jacquot                  | Franciaország, Spanyolország                                   |
| Was bleibt                                    | Was bleibt            | Hans-Christian Schmid           | Németország                                                    |
| Jayne Mansfield kocsija Jayne Mansfield's Car | Billy Bob Thornton    | Russia, United States           |                                                                |
| Csak a szél                                   | Csak a szél           | Fliegauf Bence                  | Magyarország, Németország, Franciaország                       |
| Gnade                                         | Gnade                 | Matthias Glasner                | Németország, Norvégia                                          |
| Meteora                                       | Metéora               | Spiros Stathoulopoulos          | Németország, Görögország                                       |
| Kebun binatang                                | Kebun binatang        | Edwin                           | Indonézia, Németország                                         |
| Egy veszedelmes viszony                       | En kongelig affære    | Nikolaj Arcel                   | Dánia, Csehország, Németország, Svédország                     |
| Nővér                                         | L'enfant d'en haut    | Ursula Meier                    | Svájc, Franciaország                                           |
| Tabu                                          | Tabu                  | Miguel Gomes                    | Portugália, Németország, Brazília, Franciaország               |
| A háború sámánja                              | Rebelle               | Kim Nguyen                      | Kanada                                                         |
| Bai lu yuan                                   | 白鹿原                | Wang Quan'an                    | Kína                                                           |

### Versenyen kívül
| Magyar cím                   | Eredeti cím                         | Rendező                        | Ország                       |
| ---------------------------- | ----------------------------------- | ------------------------------ | ---------------------------- |
| Bel Ami – A szépfiú          | Bel Ami                             | Declan Donnellan, Nick Ormerod | Egyesült Királyság           |
| Rém hangosan és irtó közel   | Extremely Loud and Incredibly Close | Stephen Daldry                 | United States                |
| Jin ling shi san chai        | 金陵十三钗                          | Csang Ji-mou                   | Kína                         |
| A Sárkánykapu repülő kardjai | 龍門飛甲                            | Tsui Hark                      | Hongkong, Kína               |
| Kettős játszma               | Shadow Dancer                       | James Marsh                    | Egyesült Királyság, Írország |
| Pszichoszingli               | Young Adult                         | Jason Reitman                  | Amerikai Egyesült Államok    |

### Panorama
| Magyar cím                                                           | Eredeti cím                                                         | Rendező | Ország                                            |
| -------------------------------------------------------------------- | ------------------------------------------------------------------- | --- | ------------------------------------------------- |
| 10+10                                                                | 10+10                                                               | Hou Hsiao-hsien, Wang Toon, Wu Nien-jen, Sylvia Chang, Chen Kuo-fu, Wei Te-sheng, Chung Meng-hung, Chang Tso-chi, Arvin Chen, Yang Ya-che | Tajvan                                            |
| A hajnali tenger                                                     | La mer à l'aube                                                     | Volker Schlöndorff | Franciaország, Németország                        |
| Halál eladó                                                          | La mer à l'aube                                                     | Faouzi Bensaïdi | Franciaország                                     |
| Babaház                                                              | Dollhouse                                                           | Kirsten Sheridan | Írország                                          |
| Szex felsőfokon                                                      | Elles                                                               | Małgorzata Szumowska | Franciaország, Lengyelország, Németország         |
| 'Baranasi                                                            | 'Baranasi                                                           | Jeon Kyu-hwan | Dél-Korea                                         |
| Fejlövés                                                             | ฝนตกขึ้นฟ้า                                                            | Pen-Ek Ratanaruang | Thaiföld, Franciaország                           |
| Indignados                                                           | Indignados                                                          | Tony Gatlif | Franciaország                                     |
| Iron Sky: Támad a Hold                                               | Iron Sky                                                            | Timo Vuorensola | Finnország, Németország, Ausztrália               |
| Keep the Lights On                                                   | Keep the Lights On                                                  | Ira Sachs | Amerikai Egyesült Államok                         |
| A második feleség                                                    | Kuma                                                                | Umut Dag | Ausztria                                          |
| Leave It on the Floor                                                | Leave It on the Floor                                               | Sheldon Larry | Amerikai Egyesült Államok, Kanada                 |
| L'âge atomique                                                       | L'âge atomique                                                      | Héléna Klotz | Franciaország                                     |
| Hot Boy Noi Loan va Cau Chuyen ve Thang Cuoi, Co Gai Diem va Con Vit | Hotboy nổi loạn và câu chuyện về thằng Cười, cô gái điếm và con vịt | Vũ Ngọc Đãng | Vietnám                                           |
| Ai                                                                   | Ai                                                                  | Doze Niu | Tajvan                                            |
| Mommy Is Coming                                                      | Mommy Is Coming                                                     | Cheryl Dunye | Németország                                       |
| A bátyám árnyékában                                                  | My Brother the Devil                                                | Sally El Hosaini | Egyesült Királyság                                |
| Háborús Odüsszeia                                                    | Mai-wei                                                             | Kang Je-gyu | Dél-Korea                                         |
| Pride                                                                | Parada                                                              | Srđan Dragojević | Szerbia, Horvátország, Észak-Macedónia, Szlovénia |
| A fal                                                                | Die Wand                                                            | Julian Roman Pölsler | Ausztria, Németország                             |
| Wilaya                                                               | Wilaya                                                              | Pedro Pérez Rosado | Spanyolország                                     |
| The Woman Who Brushed Off Her Tears                                  | The Woman Who Brushed Off Her Tears                                 | Teona Strugar Mitevska | Észak-Macedónia, Németország, Szlovénia, Belgium  |
| A xinguk földje                                                      | Xingu                                                               | Cao Hamburger | Brazília                                          |

## Győztesek
- Arany Medve: Cézárnak meg kell hallnia (Paolo Taviani, Vittorio Taviani)
- Zsűri Nagydíja: Csak a szél (Fliegauf Bence)
- Ezüst Medve díj a legjobb rendezőnek: Christian Petzold (Barbara)
- Ezüst Medve díj a legjobb színésznőnek: Rachel Mwanza (A háború sámánja)
- Ezüst Medve díj a legjobb színésznek: Mikkel Følsgaard (Egy veszedelmes viszony)
- Ezüst Medve díj a kiemelkedő művészi teljesítményért (operatőr): Lutz Reitemeier (Bai lu yuan)
- Ezüst Medve díj a legjobb forgatókönyvnek: Nikolaj Arcel, Rasmus Heisterberg (Egy veszedelmes viszony)
- Alfred Bauer-díj: Tabu (Miguel Gomes)
- Ezüst Medve különdíj: Nővér (Ursula Meier)
- Tiszteletbeli Arany Medve
  - Meryl Streep
- Kristály Medve a legjobb gyermekek részére készített filmnek
  - Generation Kplus (Egész estés film): Arcadia (Olivia Silver)
  - Generation 14plus (Egész estés film): Lal Gece (Reis Çelik)
- FIPRESCI-díj
  - Versenyben lévő filmek: Tabu (Miguel Gomes)
  - Panorama: L'âge atomique (Héléna Klotz)
  - Forum: Hemel (Sacha Polak)
- Arany Medve a legjobb rövidfilmnek
  - Rafa (João Salaviza)

## Fordítás
- Ez a szócikk részben vagy egészben  a(z)   62nd Berlin International Film Festival című angol Wikipédia-szócikk fordításán alapul.  Az eredeti cikk szerkesztőit annak laptörténete sorolja fel. Ez a jelzés csupán a megfogalmazás eredetét és a szerzői jogokat jelzi, nem szolgál a cikkben szereplő információk forrásmegjelöléseként.